# Dypingita
La dypingita és un mineral de la classe dels carbonats. Va ser anomenada així l'any 1970 per Gunnar Raade, en relació al nom de la seva localitat tipus, el dipòsit de Dypingdal, a Noruega.

## Característiques
La dypingita és un carbonat de fórmula química Mg₅(CO₃)₄(OH)₂·5H₂O.
Segons la classificació de Nickel-Strunz pertany a «05.DA: Carbonats amb anions addicionals, amb H₂O, amb cations de mida mitjana» juntament amb els següents minerals: hidromagnesita, giorgiosita, widgiemoolthalita, artinita, indigirita, clorartinita, otwayita, zaratita, kambaldaïta, cal·laghanita, claraïta, hidroscarbroïta, scarbroïta, caresita, quintinita, charmarita, stichtita-2H, brugnatel·lita, clormagaluminita, hidrotalcita-2H, piroaurita-2H, zaccagnaïta, comblainita, desautelsita, hidrotalcita, piroaurita, reevesita, stichtita i takovita.

## Formació i jaciments
Sol trobar-se en forma d'agregats amb estructura radial, sovint formant capes primes d'alteració de serpentina, en aquest cas pot ser confosa amb hidromagnesita. Va ser descoberta al dipòsit de Dypingdal, situat a la localitat de Snarum, que pertany al municipi de Modum, Noruega. També ha estat descrita en altres indrets de Noruega. Pel que fa a la resta d'indrets, ha estat trobada principalment a Europa: Àustria, Bèlgica, França, Alemanya, Grècia, Hongria, Romania, Itàlia i Regne Unit, així com en un indret dels territoris de parla catalana: la pedrera Àngel, a Gualba (Vallès Oriental, Barcelona). Pel que fa a la resta del món, també ha estat descrita a Rússia, Canadà, els Estats Units, el Japó, Austràlia i a l'Antàrtida.